# (3417) Tamblyn
(3417) Tamblyn es un asteroide perteneciente al cinturón de asteroides, descubierto el 1 de abril de 1937 por Karl Wilhelm Reinmuth desde el Observatorio de Heidelberg-Königstuhl, Alemania.

## Designación y nombre
Designado provisionalmente como 1937 GG. Fue nombrado Tamblyn en honor al astrónomo aficionado estadounidense Peter Tamblyn.